# Anna McMorrin

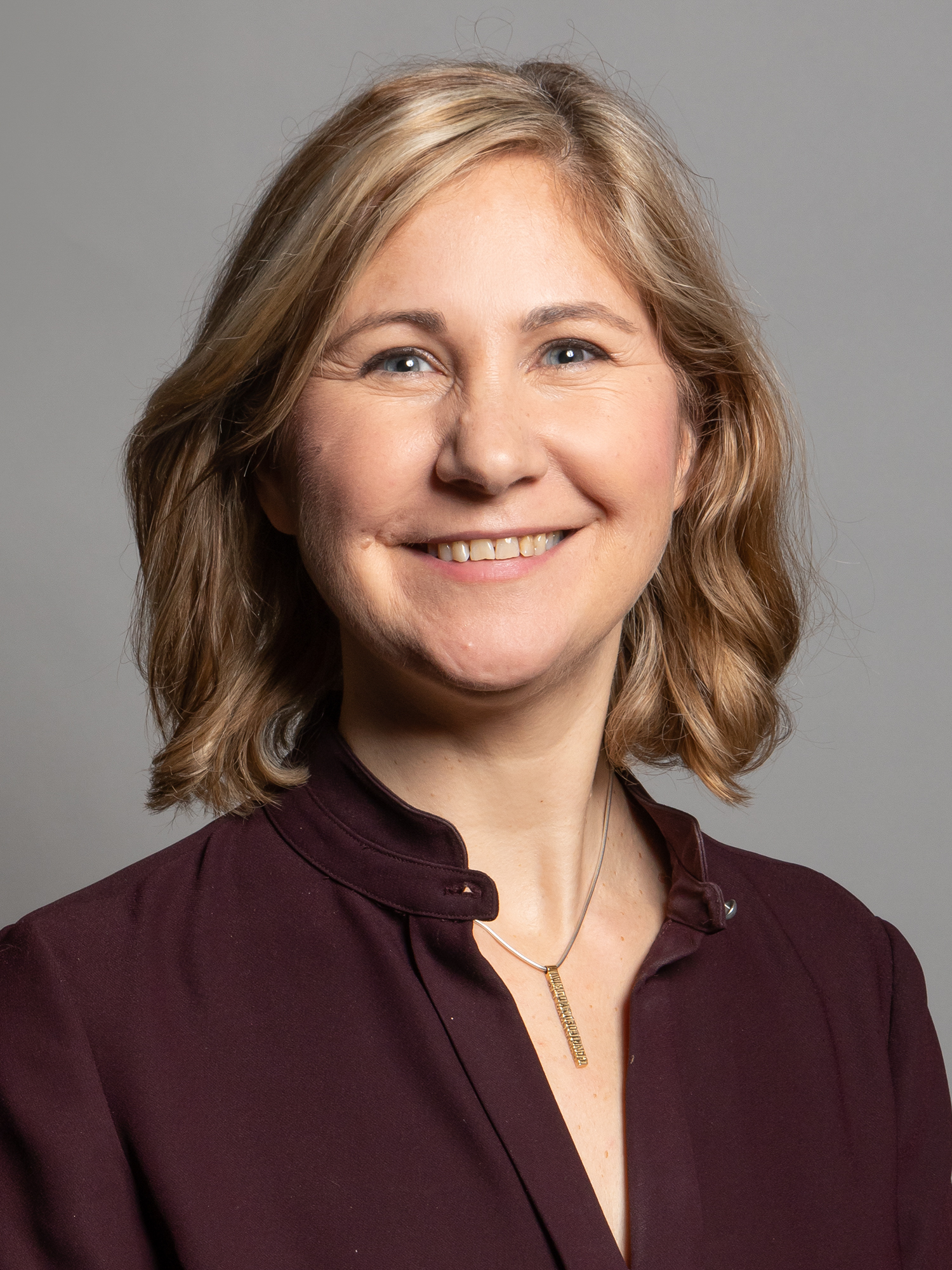
Anna McMorrin

Anna Rhiannon McMorrin (geboren am  24. September 1971) ist eine britische Politikerin der Labour Party, die seit der Unterhauswahl 2017 den Wahlkreis Cardiff North als  Unterhausabgeordnete  vertritt.  Von April 2020 bis Mai 2021 war sie Shadow Minister for International Development und seit 2021  ist sie Shadow Minister for Victims and Youth Justice.

## Kindheit, Studium
McMorrin wuchs in Glasbury nahe Brecon auf. Als Studentin schloss sie sich der  Labour Party an. Das Studium an der University of Southampton schloss sie 1994 mit dem Bachelor in Französisch und Politikwissenschaft ab. Danach machte sie eine weitere Ausbildung im Fach Journalismus an der Universität Cardiff und erhielt dort ein Diplom in Journalismus.

## Berufliche und politische Laufbahn
Nach dem Studium arbeitete McMorrin auf den Gebieten Public Relations und Kommunikation. Nachdem sie auf einer Teilzeit-Stelle im Bereich Kommunikation für die Labour Party zwischen 1996 und 1997 gearbeitet hatte, trat sie eine Stelle bei der Firma Hill and Knowlton an. 2006 wurde sie Campaigns and Communications Director bei Friends of the Earth.
2008 wurde sie Beraterin der Regionalregierung von Wales. Sie arbeitete mit Ministern und Ministerinnen wie Jane Hutt, John Griffiths und Alun Davies zusammen. Im Februar 2016 bewarb sie sich vergeblich um die Nominierung als Kandidatin im Wahlkreis Merthyr Tydfil and Rhymney für die Wahl zum walisischen Parlament. Sie unterlag Dawn Bowden.
Danach wurde sie Geschäftsführerin bei Llais Ltd., bis sie im Oktober 2016 zu  Invicta Public Affairs ging, einer Unternehmensberatungsfirma.

## Tätigkeit als Abgeordnete
Am 8. Juni 2017 gewann McMorrin Die Wahl zur Unterhausabgeordneten für den Wahlkreis Cardiff North.
Kurze Zeit, nachdem sie Abgeordnete geworden war, beantragte McMorrin beim Leader of the House of Commons Andrea Leadsom  eine Dringlichkeitsdebatte zum Thema der Schließung eines Kundenkontaktzentrums der Supermarktkette Tesco und der damit verbundenen Entlassung von bis zu 1.100 Tesco-Mitarbeitern in Nord Cardiff. McMorrin wandte sich heftig gegen die Entlassungen und verlangte, dass diese rückgängig gemacht wurden. Die Debatte wurde gewährt und fand am 19. Juli 2017 statt.
McMorrin ist Mitglied im Environmental Audit Select Committee und seit dem 24. Oktober 2017 auch  im Welsh Affairs Select Committee. Zuvor hatte es Kritik daran gegeben, dass sich zu wenige Abgeordnete  für eine Tätigkeit in diesen Ausschüssen gemeldet hatten.
McMorrin arbeitete als Parliamentary Private Secretary (PPS, etwa: parlamentarische Privatsekretärin) für  Barry Gardiner, den Shadow Secretary of State for International Trade, bis sie 2018 kündigte. Am 13. Juni 2018 traten McMorrin und fünf andere  Labour-Abgeordnete von ihren Funktionen als  Frontbenchers der  Labour Party zurück, um ihren Protest gegen  Labours Brexit-Politik auszudrücken. Der Parteivorsitzende  Jeremy Corbyn hatte die Abgeordneten seiner Partei angewiesen, sich bei der Abstimmung über einen Antrag der Stimme zu enthalten, der bedeutete hätte, dass Großbritannien durch Beitritt zum  European Economic Area (EEA) im Gemeinsamen Markt verblieben wäre. Die opponierenden Abgeordneten widersetzten sich der Weisung und stimmten für den Beitritt zum EEA. McMorrin widersetzte sich im März 2019 auch einer weiteren Weisung der  Labour Party Whip, sie stimmte für einen Änderungsantrag, der von der Parlamentsgruppe The Independent Group eingebracht wurde und ein zweites Referendum über die Mitgliedschaft in der EU vorsah.
Bei der Wahl am 12. Dezember 2019 wurde  McMorrin als Unterhausabgeordnete für den Wahlkreis Cardiff North wiedergewählt, diesmal mit einem  Vorsprung von 6.982 Stimmen.
Nachdem Keir Starmer im April 2020 zum Vorsitzenden der Labour Party gewählt worden war, wurde sie zur Shadow Minister for International Development  ernannt.
Im Rahmen einer kleineren Umbildung des Schattenkabinetts im Mai 2021 wurde McMorrin Shadow Minister for Victims and Youth Justice, sie folgte dabei auf Peter Kyle.

## Mitgliedschaften
McMorrin ist Mitglied der Gewerkschaften Unison und GMB, von LGBT Labour und Labour Women’s Network.